# Hoquei sobre herba als Jocs Olímpics d'estiu de 1992
Als Jocs Olímpics d'Estiu de 1992 celebrats a la ciutat de Barcelona (Catalunya) es disputaren dues competicions d'hoquei sobre herba, una en categoria masculina i una altra en categoria femenina. La competició es disputà entre els dies 26 de juliol i 8 d'agost de 1992 a l'Estadi Olímpic de Terrassa (Terrassa).

## Comitès participants
Hi participaren un total de 314 jugadors d'hoquei, entre ells 189 homes i 125 dones, de 14 comitès nacionals diferents:
| Categoria masculina - Alemanya - Austràlia - Argentina - Egipte - Equip Unificat - Espanya - Índia - Malàisia - Nova Zelanda - Països Baixos - Pakistan - Regne Unit |  | Categoria femenina - Alemanya - Austràlia - Canadà - Corea del Sud - Espanya - Nova Zelanda - Països Baixos - Regne Unit |

## Resum de medalles
| Prova                  | Or | Argent | Bronze |
| Hoquei masculí Detalls | AlemanyaMichael Knauth · Christopher Reitz · Carsten Fischer · Jan-Peter Tewes · Volker Fried · Klaus Michler · Andreas Keller · Michael Metz · Christian Blunck · Sven Meinhardt · Michael Hilgers · Andreas Becker · Stefan Saliger · Stefan Tewes · Christian Mayerhöfer · Oliver Kurtz                 | AustràliaJohn Bestall · Warren Birmingham · Lee Bodimeade · Ashley Carey · Gregory Corbitt · Stephen Davies · Damon Diletti · Lachlan Dreher · Lachlan Elmer · Dean Evans · Paul Lewis · Graham Reid · Jay Stacy · Michael York · David Wansbrough · Ken Wark                                            | PakistanTahir Zaman · Rana Mujahid Ali · Anjum Saeed · Muhammad Shahbaz · Muhammad Khalid · Farhad Hassan Khan · Shahid Ali Khan · Musaddiq Hussain · Muhammad Ibrahim · Khawaja Junaid · Muhammad Asif Bajwa · Khalid Bashir · Wasim Feroze · Mansoor Ahmad · Shahbaz Ahmad · Muhammad Ahmad |
| Hoquei femení Detalls  | EspanyaAnna Maiques · Cèlia Corres · Elisabeth Maragall · María Ángeles Rodríguez · María Carmen Barea · Marívi González · Maider Tellería · María Isabel Martínez · Mercedes Coghen · Nagore Gabellanes · Natalia Dorado · Núria Olivé · Silvia Manrique · Sonia Barrio · Teresa Motos · Virginia Ramírez | AlemanyaBritta Becker · Tanja Dickenscheid · Nadine Ernsting-Krienke · Christine Ferneck · Eva Hagenbäumer · Franziska Hentschel · Caren Jungjohann · Katrin Kauschke · Irina Kuhnt · Heike Lätzsch · Susanne Müller · Tina Peters · Simone Thomaschinski · Bianca Weiß · Anke Wild · Susie Wollschläger | Regne UnitJoanne Thompson · Helen Morgan · Lisa Bayliss · Karen Brown · Mary Nevill · Jill Atkins · Vickey Dixon · Wendy Fraser · Sandy Lister · Jane Sixsmith · Alison Ramsay · Jackie McWilliams · Tammy Miller · Mandy Nicholls · Kathryn Johnson · Susan Fraser.                          |

## Medaller
| Posició | País       | Or | Argent | Bronze | Total |
| 1       | Alemanya   | 1  | 1      | 0      | 2     |
| 2       | Espanya    | 1  | 0      | 0      | 1     |
| 3       | Austràlia  | 0  | 1      | 0      | 1     |
| 4       | Pakistan   | 0  | 0      | 1      | 1     |
| 4       | Regne Unit | 0  | 0      | 1      | 1     |